# Letecká základna Prešov
Letecká základna Prešov (ICAO: LZPW) je vojenské letiště, které se nachází v blízkosti města Prešov.
Jde o vrtulníkovou základnu Ozbrojených sil Slovenské republiky a sídlí zde Prapor logistické podpory 2. mechanizované brigády. Přítomné Vrtulníkové křídlo generálplukovníka Jána Ambruša sestává z výcvikové a LPZS letky (Mi-17LPZS) a dopravní vrtulníkové letky (Mi-17M).